# Apophua sanguinea
Apophua sanguinea är en stekelart som först beskrevs av André Seyrig 1932.  Apophua sanguinea ingår i släktet Apophua och familjen brokparasitsteklar. Inga underarter finns listade i Catalogue of Life.